# Louis Crépin
Louis Crépin (Fives bij Rijsel, 24 februari 1828 – Etterbeek, 17 juli 1887) was een Frans-Belgische kunstschilder en beeldhouwer.

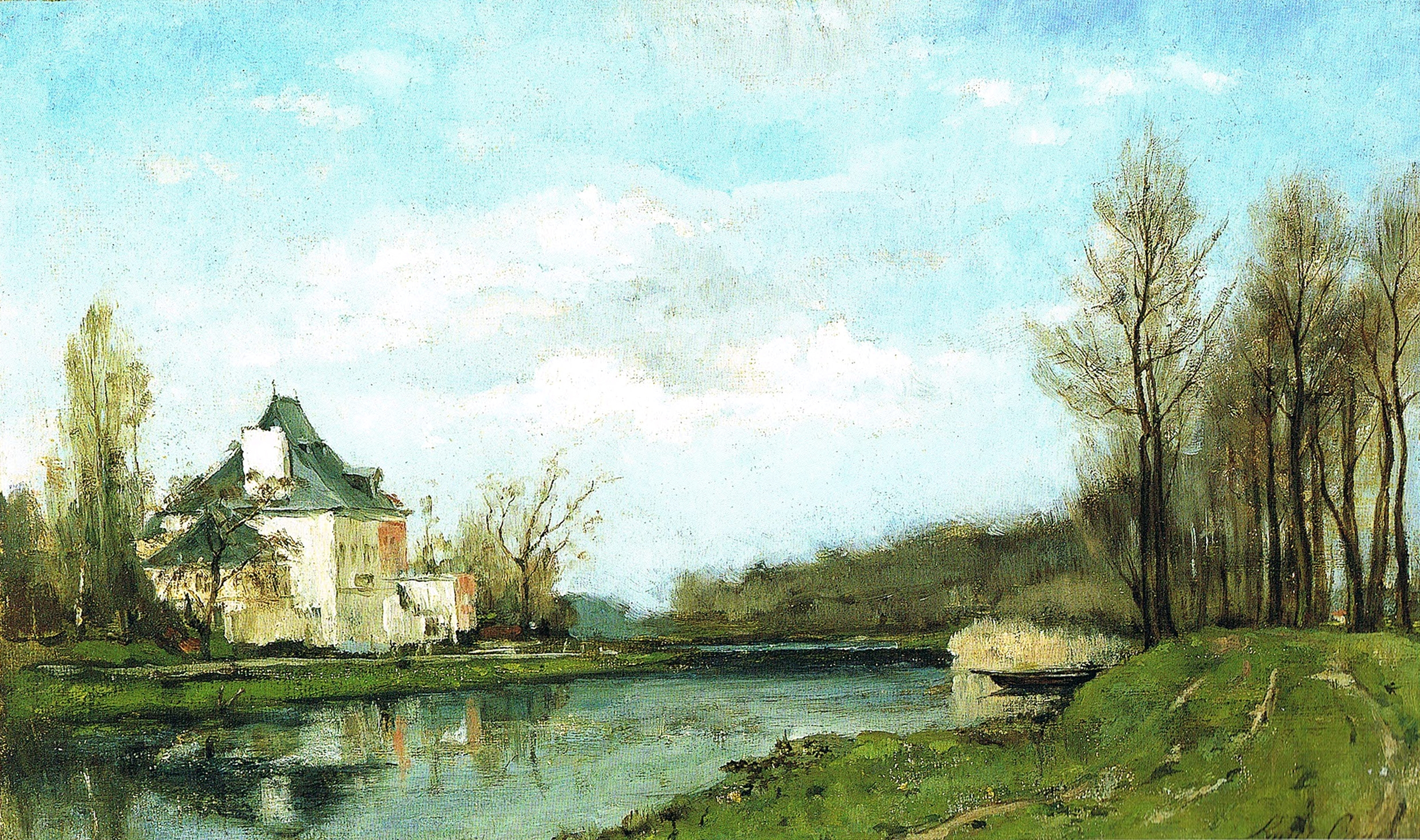
"Le Marly"

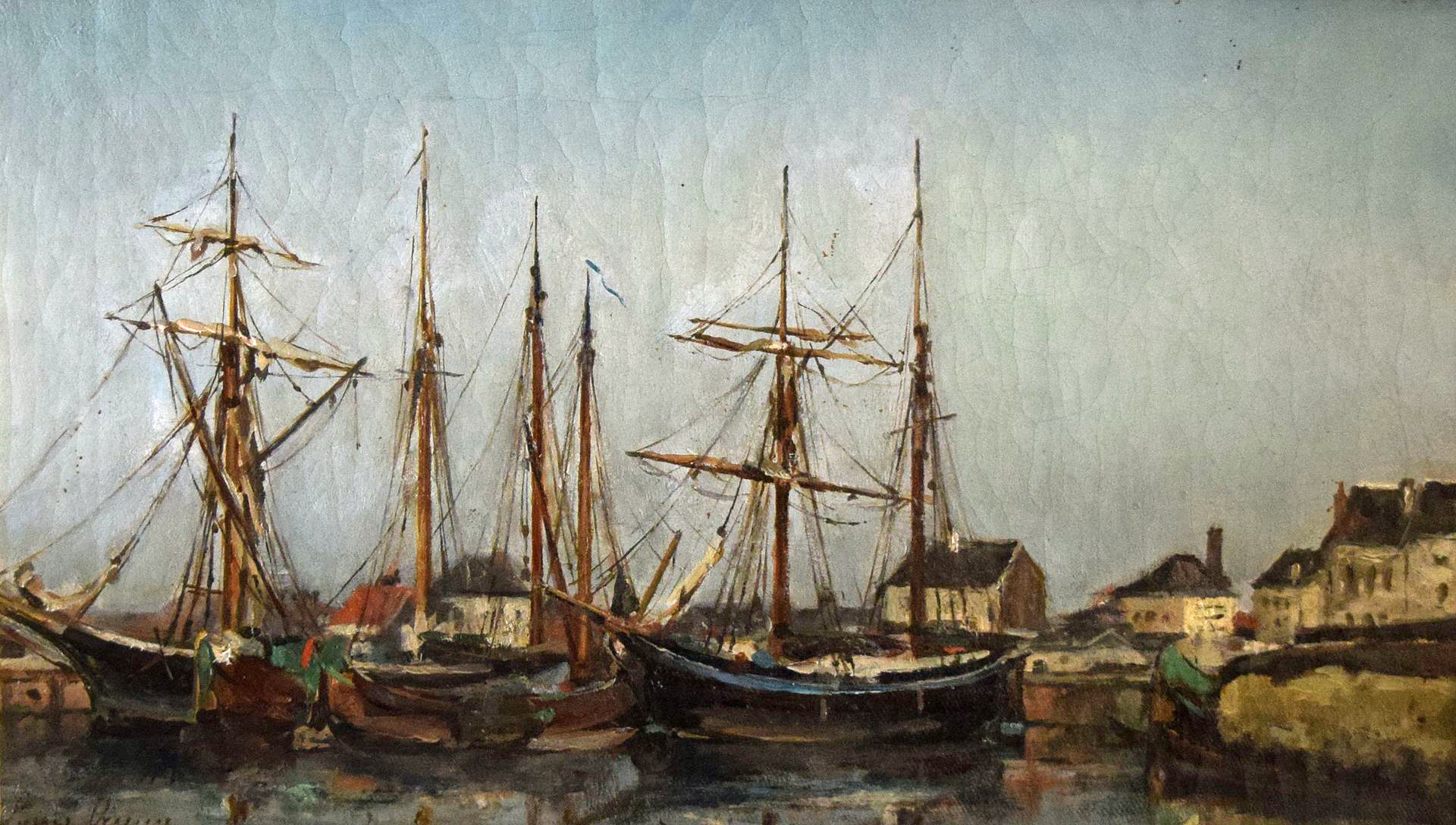
"Le Port"

## Biografische gegevens
Zijn naam was voluit Louis-Joseph-Désiré Crépin.
Van 1842 tot 1851 volgde hij een complete academische opleiding bij H. Van der Haert als beeldhouwer aan de Academie voor Schone Kunsten in Brussel.
Later woonde hij in Etterbeek. Alhoewel hij een paar sculpturen realiseerde (tentoongesteld in de Brusselse salons van 1860 en 1863) was hij toch vooral bedrijvig als decoratiebeeldhouwer in samenhang met architecturale realisaties. Hij werkte in die tak een tijdje samen met de Franse beeldhouwer Cyprien Godebski, onder andere voor de villa van de cellovirtuoos Adrien-François Servais in Halle bij Brussel.
Schilderen deed hij blijkbaar pas vanaf 1863. Hij schilderde voornamelijk landschappen uit het Brusselse. Alhoewel hij als schilder autodidact was, zijn zijn doeken van professionele kwaliteit. Zijn landschappen verraden een pleinairistische aanpak. Het zijn gezichten te Marly en Vilvoorde langs het Kanaal naar Willebroek, rond de haven van Brussel, te Halle, Oudergem, in het Zoniënwoud (hierdoor wordt hij ook beschouwd als behorend tot de School van Tervuren) en te Bosvoorde; Oostende en andere kustlandschappen zijn getuigen van zijn vakanties aan zee. Zijn stijl evolueerde in de richting van het impressionisme. Hij legde hiermee een overgang tussen de School van Tervuren en het impressionisme.
Hij behoorde in de periode 1868-1880 tot de kunstenaarskolonie van Anseremme, een trefpunt voor schrijvers zoals Emile Verhaeren en landschapsschilders zoals Hippolyte Boulenger, Franz Binjé, Eugène Verdyen en ook nog Félicien Rops. Hij was eveneens een stichtend lid van de Brusselse kunstkring Société Libre des Beaux-Arts.
De atelierverkoop na Crépins overlijden ging door op 15 maart 1899 in de Galerie Fiévez in Brussel.

## Tentoonstellingen
Crépin nam deel aan tentoonstellingen in de Cercle Artistique et Littéraire in Brussel in 1872 en 1873; aan het Salon in Brussel in 1878; verder deelname aan de Salons in Namen (Namur) in 1874,1877, 1883 en 1886.

## Mogelijke verwarring
Niet te verwarren met de oudere Louis-Philippe Crépin (1772-1851) die ook landschappen schilderde of met Adolphe Crespin (1859-1944) uit Etterbeek.

## Musea
- Brussel, Charlier Museum (met tien werken afkomstig uit de collectie van de kunstverzamelaar Jean de Heinzelin).